# Age of Empires (Computerspiel)
Age of Empires (kurz AoE) ist ein 1997 veröffentlichtes Echtzeit-Strategiespiel, das von Ensemble Studios für Microsoft entwickelt wurde. Age of Empires ist der erste Teil der Age-of-Empires-Serie. Der Nachfolger Age of Empires II: The Age of Kings erschien 1999.

## Kontext
Zeitlich ist das Spiel im Altertum angesiedelt, vor dem Aufstieg Roms. Im Vordergrund des Spiels stehen zwölf verschiedene Zivilisationen, die sich durch unterschiedliche Schwächen und Stärken auszeichnen. Vier dieser Zivilisationen werden in „Kampagnen“ vorgestellt, welche der Spieler im Verlauf mehrerer „Szenarien“ durchspielt. Eine einfache Beispielkampagne führt den Neuling ins Spiel ein. Darüber hinaus ist ein „normales“ Spiel auf verschiedenen, zufallsgenerierten Karten gegen Computer- oder menschliche Gegner (im Netzwerk oder über das Internet) möglich.
In allen Spielen erlebt der Spieler die Altsteinzeit, die Jungsteinzeit, die Bronze- und die Eisenzeit (in einigen Szenarien bleiben jedoch gewisse Zeiten ausgespart). Zu Beginn des Spieles gilt es, die nomadisierenden Dorfbewohner einen guten Platz für ein Dorfzentrum finden zu lassen, welches der Ausgangspunkt für den Aufbau der weiteren Wirtschaft ist. Im Dorfzentrum werden weitere Dorfbewohner erschaffen, die Gebäude errichten und vier verschiedene Ressourcen an- und abbauen können: Nahrung, Holz, Stein und Gold. In einigen Gebäuden können Kampfeinheiten erschaffen werden, in anderen wiederum Technologien erforscht werden. Türme und Mauern lassen sich zur Verteidigung errichten.
Es stehen zwölf Völker zur Auswahl, denen jeweils verschiedene Einheiten oder Technologien aus dem universalen „Technologiebaum“ fehlen. Zusätzlich sind die einzelnen Völker im Besitz spezifischer Boni. Dadurch haben die Zivilisationen individuelle Stärken und Schwächen, was gewisse Taktiken ermöglicht oder nachteilig wirkt. Die zwölf verfügbaren Völker sind: Ägypter, Assyrer, Babylonier, Chosonen (als koreanische Kultur), Griechen, Hethiter, Minoer, Perser, Phönizier, Shang, Sumerer und Yamato.

## Spielablauf
Gewonnen wird ein Spiel standardmäßig, indem man alle Gegner besiegt oder alle Artefakte beziehungsweise alle Ruinen erobert oder ein Weltwunder erbaut und dieses für eine bestimmte Zeit hält, ohne dass es zerstört wird. Es existieren vier Kampagnen, deren einzelne Szenarien unterschiedliche Siegbedingungen aufweisen.
Die Demo-Version des Spiels enthält eine Lernkampagne aus fünf Szenarien zum Aufstieg der Hethiter, die mit der Schlacht bei Kadesch endet. Diese Kampagne, wie auch die zusätzliche Simulation einer bronzezeitlichen Schlacht, ist nicht im Originalspiel enthalten.
Ein entscheidender Bestandteil der gesamten Reihe ist der mitgelieferte Editor. Es gibt inzwischen eine große Zahl von Kampagnen und Einzelspieler-Szenarien, die von Fans erstellt wurden.

## Entwicklung
Aufgrund fehlender Standards bei der Entwicklung von Gerätetreibern war die Entwicklung unter DOS sehr aufwendig. Mit der Grafikschnittstelle WinG war es für die junge Firma Ensemble Studios möglich einen schnellen Einstieg in die Entwicklung zu wagen. Entwicklungsziel war ein historisches Strategiespiel mit historischen und wirtschaftlichen Themen inspiriert von Civilization im Stile von Warcraft: Orcs & Humans oder Command & Conquer. Zahlreiche Ideen wie eine vereiste Spielwelt oder der Kampf auf einer einsamen Insel wurden verworfen. Nach neun Monaten war mit Dawn of Man der erste Prototyp fertiggestellt. Zunächst waren sieben Epochen pro Volk geplant, die letztendlich auf vier reduziert wurden, um den Mehrspielermodus interessant zu halten. Die Einheiten waren zwar klar verständlich für den Spieler, ein konsistentes Design stellte sich jedoch als schwierig heraus. Die Sprites basieren dabei auf dreidimensionalen Modellen, die mit 3D Studio Max angefertigt, gerendert und mit Photoshop nachbearbeitet wurden. Publisher Microsoft überließ die gesamte kreative Entscheidung dem Entwicklerteam. Völker aus Asien wurden nachträglich hinzugefügt, nachdem feststand, dass auch dort veröffentlicht werden sollte. Die lange Entwicklungszeit bedeutete, dass Ensemble mindestens 500.000 Einheiten umsetzen musste, nur um die Kosten zu amortisieren, was jedoch mehr als gelang.

## Rezeption
PC Games kürte Age of Empires in Ausgabe 11/1997 zum Spiel des Monats. Das Warensystem sei gelungen, die Künstliche Intelligenz ausgereift, die Steuerung einfach, die Grafikqualität hoch, die Kampagne spannend und der Mehrspielermodus samt Karteneditor gut umgesetzt. Für Power Play war es der erste Durchbruch von Microsoft Studios. Von den zahlreichen Command-&-Conquer-Klonen der Zeit höbe es sich deutlich ab. Die Möglichkeit im Koop-Modus zu spielen und das weniger hektische Spieltempo wurde hervorgehoben. Das Einheitenlimit sah PC Player nicht als Hindernis an. Vielmehr verlagere es die taktische Entscheidung weg von der reinen Masse an Einheiten hin zu einer strategischen Auswahl mit gekonterter Positionierung. Gekoppelt mit dem Aufstiegssystem ergeben sich so interessante taktische Möglichkeiten. Die GameStar vergab mit 89 % ebenfalls eine hervorragende Wertung.

## Age of Empires: The Rise of Rome

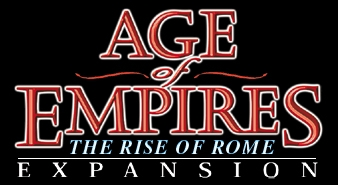
Age of Empires: Rise of Rome

Die Erweiterung Rise of Rome (deutsch: „Der Aufstieg Roms“) bietet unter anderem weitere Völker, mehr kriegerische Möglichkeiten und vier neue Kampagnen zur Auswahl, die sich mit dem Römischen Reich beschäftigen. Auch in spieltechnischer Hinsicht wird manches verbessert, so wurde das Bevölkerungslimit von 50 auf bis zu 200 angehoben. Die neuen Völker sind die Karthager, die Makedonen, die Palmyrer und die namensgebenden Römer. Wie beim Vorgänger enthält auch hier die Demo-Version Karten (Karthager-Kampagne, die sich mit den punischen Kriegen beschäftigt), die im Original-Spiel nicht enthalten sind.
1999 wurde ein letzter Patch durch die Entwickler auf Version 1.0a veröffentlicht, welcher einige weitere Spielbalance-Anpassungen beinhaltete. Nach dem letzten offiziellen Patch übernahm die Spielgemeinde den weiteren Support des Spiels mit selbsterstellten inoffiziellen Patches; beispielsweise behob der 2014 veröffentlichte inoffizielle Patch v1.1b2 ca. 150 Fehler und Kompatibilitätsprobleme, z. B. bei größeren Bildschirmauflösungen oder beim Support von Windows 7/8. Der jüngste Inoffizielle Patch der nun Bildschirmauflösungen mit bis zu 2560 × 1440 bzw. 3840 × 2160 Pixeln und Windows 10 unterstützt, ist am 27. Januar 2017 als „UPatch HD 1.1 – Release 4“ erschienen.

## Age of Empires: Definitive Edition
Auf der Spielemesse E3 2017 wurde am 12. Juni 2017 die Neuauflage zum 20-jährigen Jubiläum von Age of Empires für Windows 10 angekündigt und zugleich die Anmeldung für die Closed Beta ermöglicht. Die überarbeitete Version soll sich beim Spielerlebnis nicht signifikant vom Vorgänger aus dem Jahr 1997 unterscheiden, aber mit erheblichen Grafikverbesserungen und Steuerungsoptimierungen aufwarten.
Das Spiel wurde ursprünglich für den 19. Oktober 2017 angekündigt, jedoch am 13. Oktober 2017 vorerst auf Anfang 2018 verschoben. Das Spiel erschien schließlich am 20. Februar 2018 exklusiv im Microsoft Store. Am 30. Mai 2019 wurde eine Veröffentlichung auf Steam bestätigt. Seit dem 19. August 2019 ist die Definitive Edition von Age of Empires bei Steam ebenfalls verfügbar.